# Ermita de San Pedro (Castellfort)
La ermita de San Pedro situada en el término municipal de Castellfort (Provincia de Castellón, España) es un edificio construido entre los siglos XIII y XIV en estilos románico y gótico valenciano al que en el siglo XVII se añadió una hospedería. 
La construcción está formada por la iglesia-ermita y la masía-hospedería añadida en el lado sur. 
La iglesia, de planta rectangular, es de una sola nave, y se compone de dos partes diferenciadas por sus fábricas y forma de cubrición: el ábside y la nave. El ábside, ochavado con contrafuertes exteriores, está separado de la nave por un arco triunfal apuntado y se cubre con bóveda de crucería. La fábrica es de muros de sillería con marcas de cantería. La nave está formada por cinco crujías cubiertas con arcos diafragma sobre los que descansa la cubierta de madera. El acceso se realiza a través de dos puertas, la principal a los pies con arco de medio punto en el que se lee la fecha 1569. La segunda puerta en la tercera crujía, está formada por un arco de medio punto dovelado. La línea de imposta presenta una decoración con temas vegetales de tradición románica, lo que hace pensar sea la portada original. La fábrica es de muros de mampostería tomada con cal y arcos de sillería. Destacar los pavimentos de guarros que forman decoración vegetal.
La masía-hospedería es construcción añadida y consta de dos plantas. En la inferior se disponen establos, un lagar y parte de vivienda de los masoveros. La puerta principal lleva la leyenda /2mag/1631/antoni brel. En la planta superior se distribuyen las alcobas, y una sala que se adorna con una cartela en la que se representan las llaves de San Pedro y la fecha 1687, en la ventana aparece la fecha 1579. 

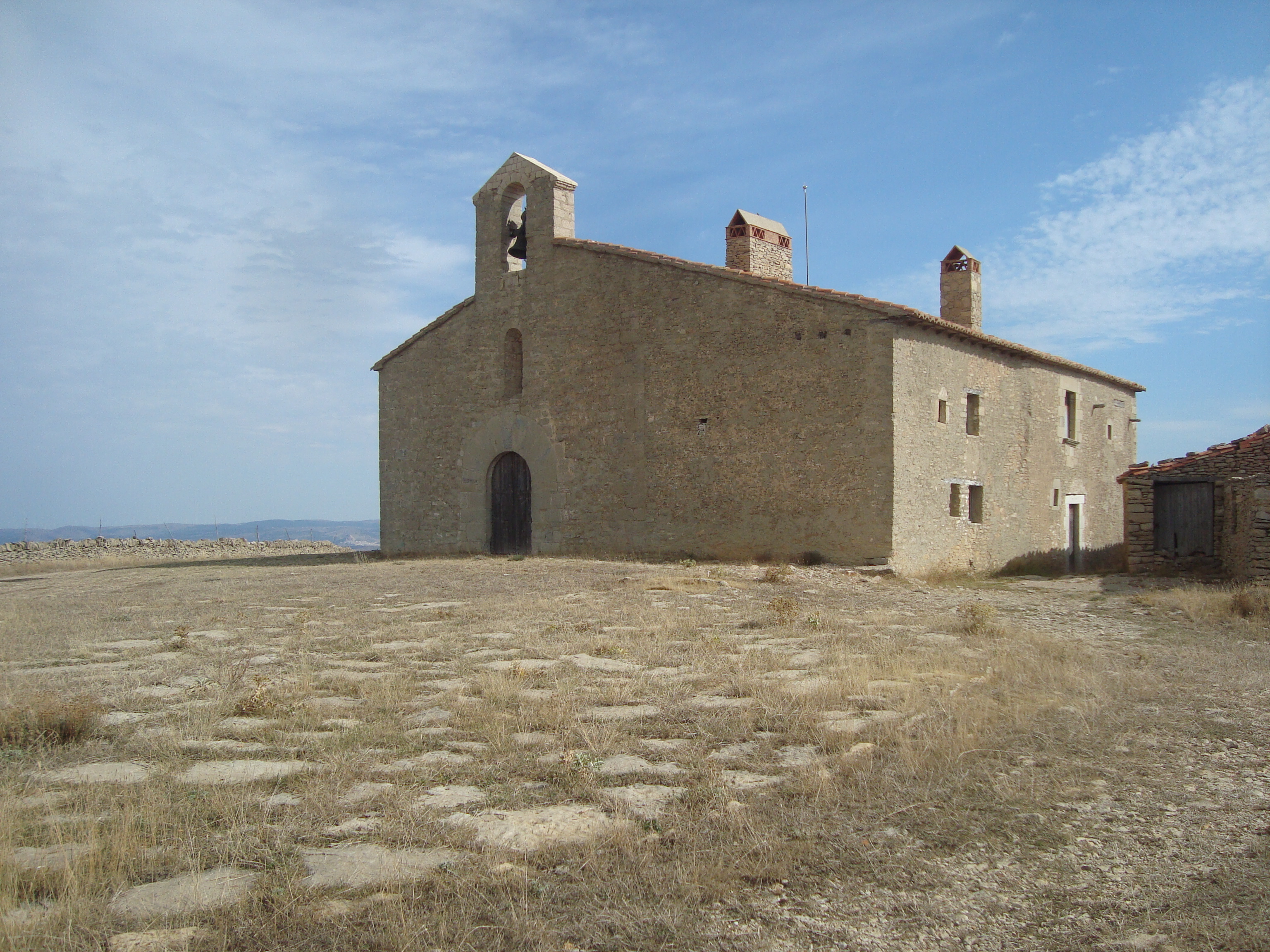
Ermita de Sant Pere (Castellfort)

Tras el ábside se encuentra el aljibe cubierto con bóveda de cañón construida en piedra en seco.